# HTTP-süti
A HTTP-süti (általában egyszerűen süti, illetve angolul cookie) egy információcsomag, amelyet a szerver küld a webböngészőnek, majd a böngésző visszaküld a szervernek minden, a szerver felé irányított kérés alkalmával. A sütiket maga a webszerver hozza létre a böngésző segítségével a felhasználó gépén, ahol azok egy elkülönített könyvtárban kerülnek tárolásra. Lou Montulli, a Netscape Communications egykori alkalmazottja használta először a süti technikát a webes kommunikációban.

## Célja
A süti bármilyen, a kiszolgáló által meghatározott információtartalmat hordozhat. Az eljárás célja az állapot bevezetése az alapvetően állapotmentes HTTP tranzakcióba. Sütik hiányában minden egyes weboldal (vagy erőforrás) lekérése elszigetelt esemény, gyakorlatilag független a site többi oldalának lekérésétől.
Ha a böngésző visszaküld egy sütit, a kiszolgálónak lehetősége van összekapcsolni az aktuális kérést a korábbiakkal. Leggyakrabban egy adott weboldal regisztrált felhasználóinak azonosítására, „bevásárlókosár” nyilvántartására vagy látogatók nyomon követésére használják.
Sütit létrehozhat a kiszolgálón futó CGI-program és a böngészőben végrehajtott kliensoldali script (például JavaScript) is.

## Európai cookie-törvény és a kötelező tájékoztatás
2015. október 1-től az EU-s jogszabályokhoz igazodva a magyarországi weboldalakon is kötelező a látogató beleegyezését kérni, ha a weboldal cookie-kat helyez el a látogató gépén.
A 2003. évi C. törvény az elektronikus hírközlésről 155. § alapján általánosan elmondható, hogy ha a weboldal cookie-kban tárol látogatói adatokat – például Google Analyticsszel követi a felhasználó böngészését, hogy abból később anonim statisztikákat tudjon készíteni, webshopkosár vagy bejelentkezés van rajta –, akkor fel kell hívni rá a felhasználó figyelmét, hogy sütiket kap a gépére.

## Létrehozásának folyamata
1. A kliens gép egy HTTP kérést (request) küld a szerver felé.

HTTP Request
GET /index.html HTTP/1.1
Host: www.example.org
2. A szerver létrehoz egy új felhasználói azonosítót, majd bejegyzi azt saját adatbázisába (example.org szerver létrehozza az 1234 felhasználói azonosítót, és eltárolja azt a saját adatbázisában).

3. A szerver egy http választ (response) küld vissza a kliens gépnek, benne az előzőleg létrehozott sütivel.

HTTP Response + Set-Cookie: name=value; süti tulajdonságok:
HTTP/1.1 200 OK
Content-type: text/html
Set-Cookie: example= 1234; Expires=Wed, 09 Jun 2021 10:18:14 GMT
4. A kliens eltárolja ezt a sütit. (example: 1234)

## Használatának folyamata
1. A kliens újra kapcsolatba lép a szerverrel, és a http kéréshez már hozzácsatolja ezt a sütit is.

HTTP Request+ Cookie: name=value
GET /spec.html HTTP/1.1
Host: www.example.org
Cookie: name=value;
Accept: */*
2. A szerver összeveti a kapott sütit az általa tárolttal, így egyszerre tudja autentikálni a felhasználót, és emlékezni a korábbi felhasználói választásokra és preferenciákra.

3. A szerver egy általános http választ (response) küld vissza a kliens gépnek, benne a karbantartott süti változattal.

HTTP Response:
HTTP/1.1 200 OK
Content-type: text/html
Set-Cookie: Expires=Wed, 09 Jun 2021 11:01:14 GMT

## A fejléc tartalma
- Name (név): A süti neve

Name= ebay
- Value (érték): A süti értéke, szövegben megadva

Value= 1234
- Expires (lejárati idő): időpecsét, ameddig érvényes

Expires=Wed, 13-Jan-2021 22:23:01 GMT
- Domain (domain név): a szerver ahonnan jött

Domain= www.ebay.com
- Path (elérési út): az URL elérési út része, ahova visszajuthat

Path= /httpgallery/cookies/
- Secure and HttpOnly (biztonságos kapcsolat)

Logikai érték, hogy biztonságos kapcsolatot igényel-e

## Cross site scripting
A cross site scripting egy olyan, hackerek által használt technika, amely az áldozatot az oldalba beillesztett egy-egy Javascript segítségével átirányítja egy másik, veszélyes oldalra, ahonnan a cracker már könnyen megszerezheti a felhasználó információit (IP-cím stb.)[forrás?]